# Pueblo kansa
El pueblo kansa (o kanza o kaw) es una tribu nativa de los Estados Unidos reconocida a nivel federal en Oklahoma y partes de Kansas.
El pueblo kansa vivió históricamente en el centro del medio oeste de los Estados Unidos. También se les ha llamado "pueblo del viento del Sur", "pueblo del agua", kansa, kaza, konza, conza, quans, kosa y kasa. Su lengua es el kansa, clasificado como lengua siux.
El estado de Kansas recibió su nombre de esta tribu. Se dice que el topónimo Topeka, capital de Kansas, procede de la palabra Kaw Tó Ppí Kˀé, que significa "un buen lugar para cultivar patatas". Los kansa están estrechamente relacionados con la nación osage, con cuyos miembros a menudo se casaban.